# Livin' in the City
Livin' in the City è il quinto album in studio del gruppo musicale statunitense Fun Lovin' Criminals, pubblicato il 16 agosto 2005.

## Tracce
1. I Love Livin' in the City – 3:45
2. How It Be – 3:57
3. That Ain't Right – 3:06
4. The Preacher – 2:47
5. Ballad of NYC – 5:36
6. Is Ya Alright – 2:52
7. Gave Up on God – 4:55
8. City Boy – 3:14
9. Girl with the Scar – 4:23
10. Mi Corazon – 3:25
11. Will I Be Ready – 6:01